# Conseil des Quatre
Pour les articles homonymes, voir Big Four.

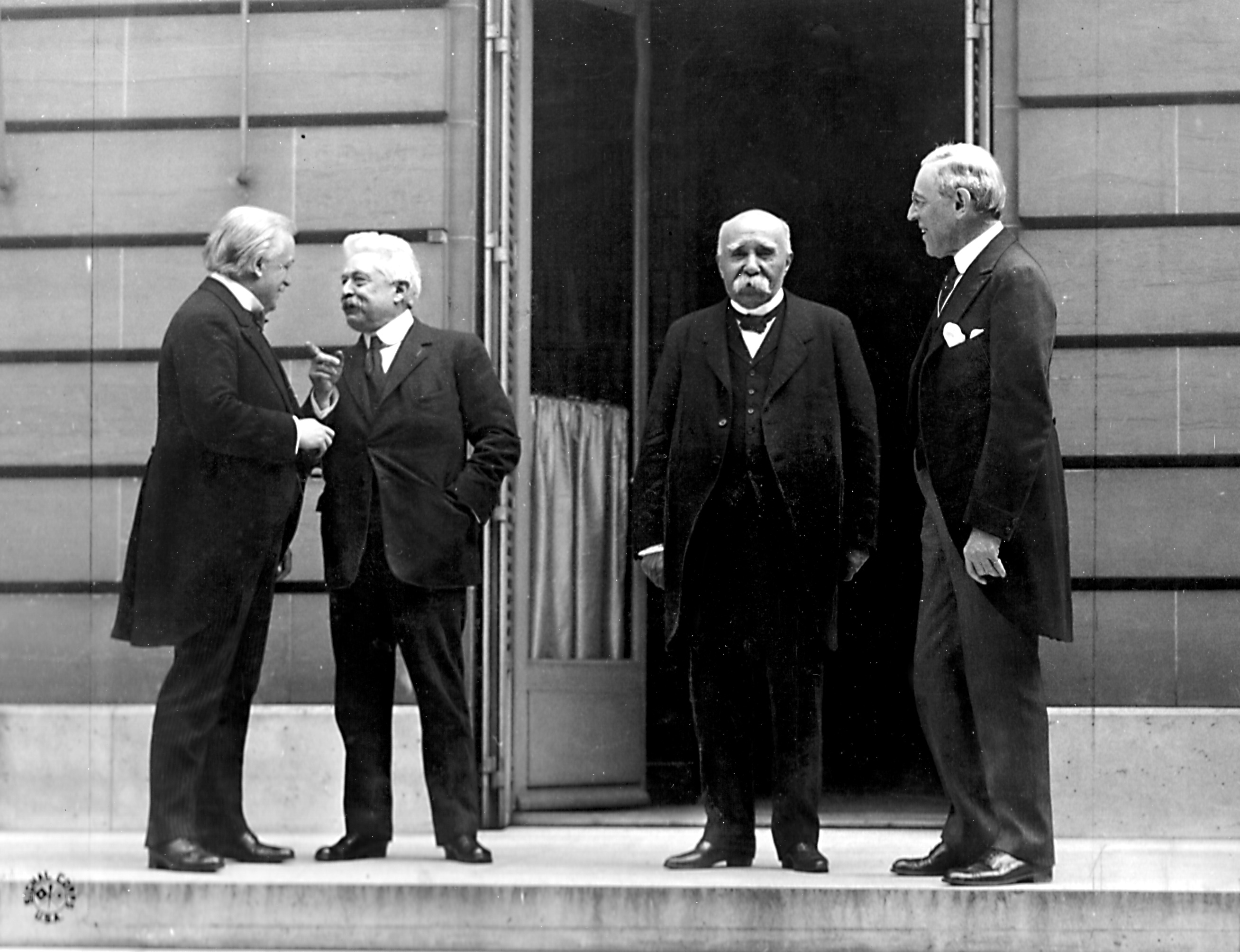
Les Big Four (de gauche à droite) : David Lloyd George, Vittorio Emanuele Orlando, Georges Clemenceau et Woodrow Wilson.

Le Conseil des Quatre (connu aussi sous l'appellation anglaise de Big Four) est le nom donné aux dirigeants des quatre grands pays alliés après la fin de la Première Guerre mondiale lors de leur rencontre en janvier 1919 à la conférence de paix de Paris. Ces personnalités sont Woodrow Wilson (États-Unis), David Lloyd George (Royaume-Uni), Vittorio Orlando (Italie) et Georges Clemenceau (France).

## Avant le conseil des 4

### Conseil supérieur de la Guerre (Janvier 1919)
L'ouverture de la conférence de paix de Paris[Laquelle ?] pose immédiatement le problème de l'organisation des négociations et de la méthode de présentations des différents parties prenantes[pas clair]. Sous l’impulsion d'André Tardieu, un groupe d'experts planchent sur la production d'un document nommé "Principes et Méthodes". Ce dernier expose un mode de traitement des problèmes qui s’appuie sur le Conseil supérieur de la Guerre. Ce texte place aussi, au grand déplaisir de Woodrow Wilson, les revendications françaises à l'encontre de l'Allemagne en priorité de l'ordre d'examen des questions de la conférence. Le président américain conçoit la conférence comme une institution collective et démocratique laissant la possibilité à toutes les puissances, grandes ou petites, de faire entendre leurs revendications. 
Le conseil[Lequel ?] se réunit en session plénière pour la première fois le 12 et 13 janvier 1919. La première question à aborder est le problème du renouvellement de l'armistice, initialement signé pour 36 jours. 

## Création du conseil des 4 (Mars 1919)
Le Conseil des Quatre est créé à la suggestion de Woodrow Wilson pour discuter en privé de questions importantes avant la conférence de paix, à laquelle participent plus de vingt pays alliés. Ces chefs d'État ou de gouvernement sont les principaux architectes du traité de Versailles entre l'Allemagne et les Alliés, du traité de Saint-Germain-en-Laye avec l'Autriche, du traité de Neuilly avec la Bulgarie, du traité de Trianon avec la Hongrie et du traité de Sèvres avec l'Empire ottoman.